# Кіотський метрополітен
Кіотський метрополітен (яп. 京都市営地下鉄) — метрополітен міста Кіото, що складається з двох пересічних ліній, які частково виходять на вулицю та продовжуються в передмістя та в місто Оцу. У метрополітені використовується стандартна колія, шестивагонні потяги що живляться від контактної мережі. Станції червоної лінії обладнані захисними дверима що відділяють платформу від потяга метро. Переважна більшість станцій у місті підземна, єдина наземна станція «Takeda» на лінії Карасума.

## Історія
Будівництво метрополітену в місті почалося у 1974 році.

### Хронологія розвитку метрополітену
- 29 травня 1981 — відкрилася початкова ділянка «Kyoto» — «Kitaoji», з 8 станцій та 6,6 км.
- 8 листопада 1988 — розширення лінії на 4 станції та 3,4 км, ділянка «Kyoto» — «Takeda».
- 24 жовтня 1990 — відкрилася станція «Kitayama», 1,2 км.
- 3 червня 1997 — розширення лінії на 2 станції та 2,6 км, ділянка «Kitayama» — «Kokusaikaikan».
- 12 жовтня 1997 — відкрилася початкова ділянка червоної лінії «Nijo» — «Daigo», з 13 станцій та 12,7 км.
- 26 листопада 2004 — розширення червоної лінії на 2 станції та 2,4 км, ділянка «Daigo» — «Rokujizo».
- 16 січня 2008 — розширення червоної лінії на 2 станції та 2,4 км, ділянка «Nijo» — «Uzumasa-Tenjingawa»

## Лінії кіотського метро
Зелена лінія (Карасума)  — складається з 15 станцій та 13,7 км. Простягається на південь, там вона з'єднується із залізницею фірми Кінтецу, яка йде до Нари з пересадкою в Ямато-Сайдан-джі, є також безпересадні потяги. Зелена лінія проходить через центральний залізничний вокзал (станція Кіото).
Червона лінія (Тозаї)  — складається з 17 станцій та 17,5 км. Тягнеться зі сходу на захід, і продовжується фірмою Кіото Хайспід-Рейл до станції Рокудзідзо в місті Уджі; відгалуження цієї лінії від станції «Міссасагі» на захід (Лінія Кейхан Кейсін) йде до міста Оцу — додаткові 7 зупинок до вокзалу Хама-Оцу.
Дві лінії перетинаються на станції «Какасумаоіке».

## Галерея

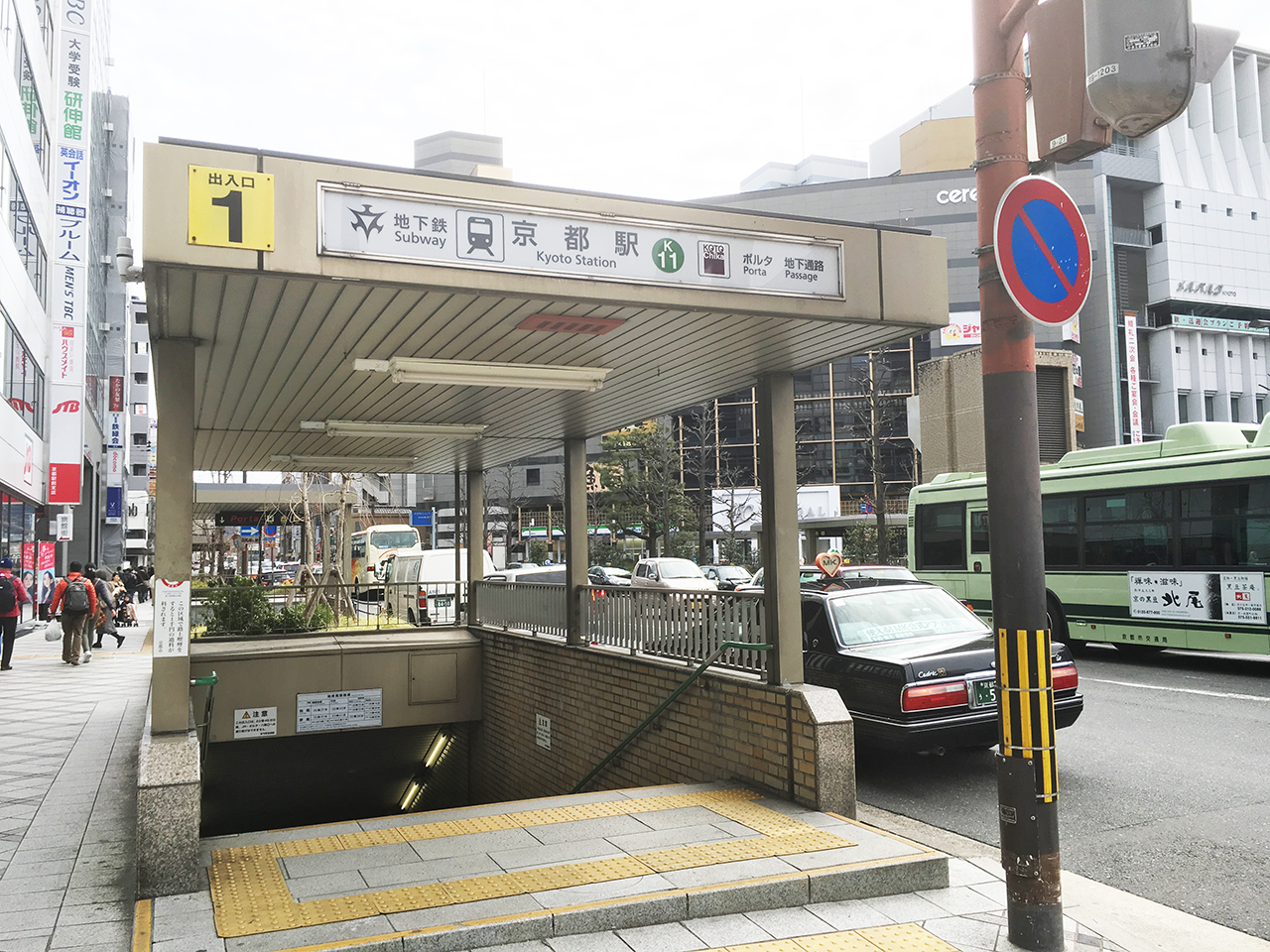
Вихід зі станції «Kyoto»
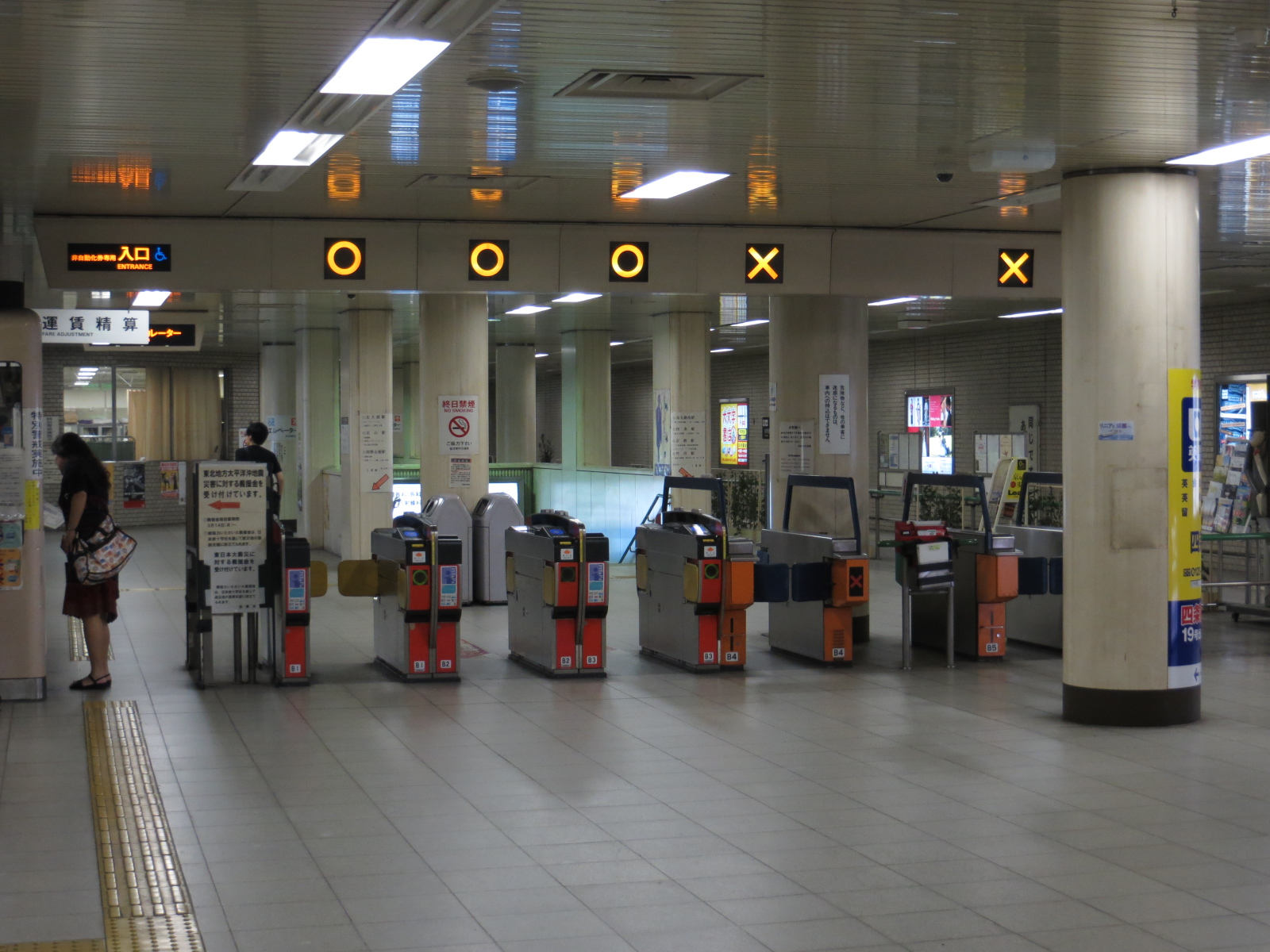
Турнікети на станції «Imadegawa»
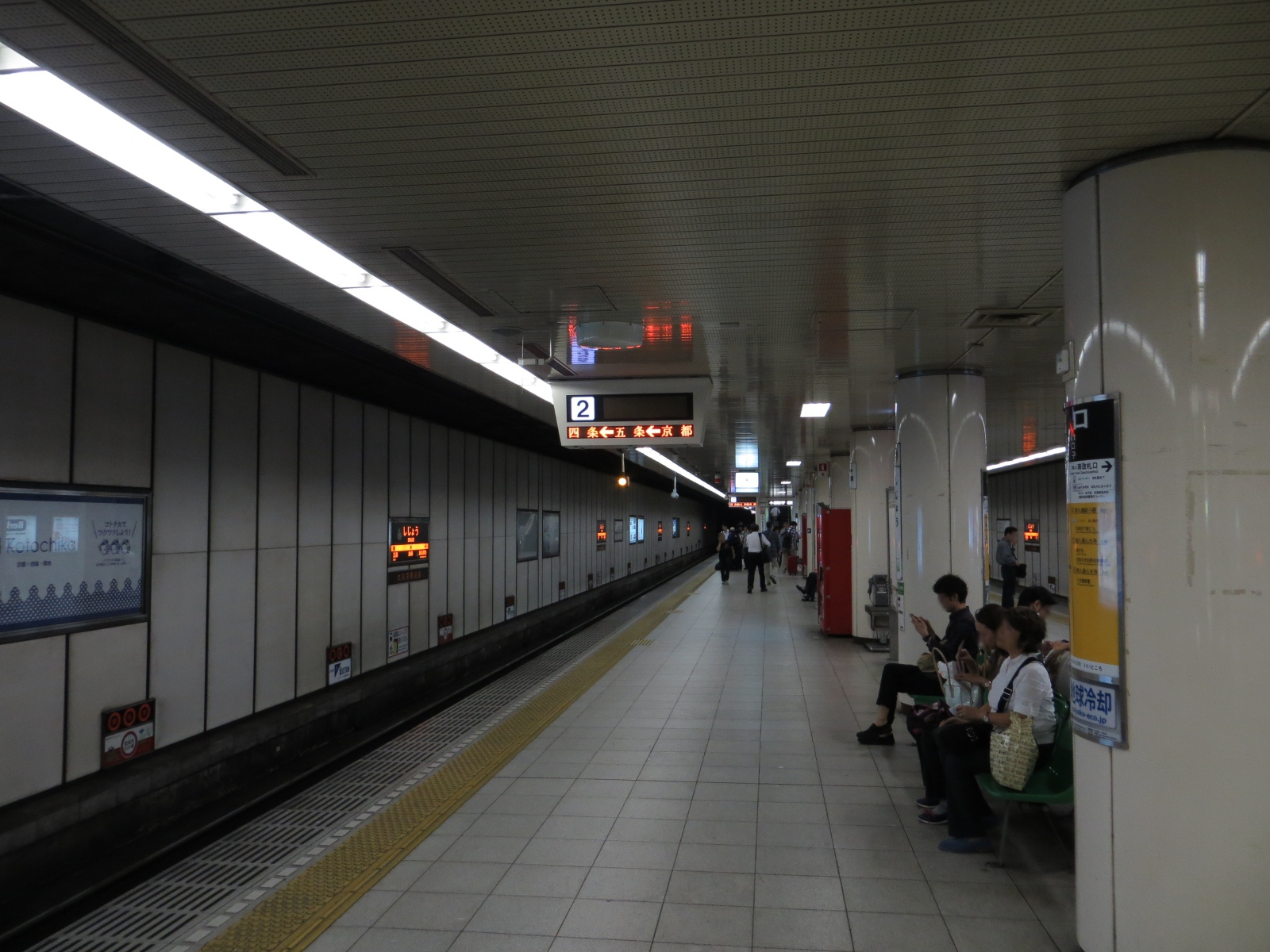
Платформа станції «Shijo»
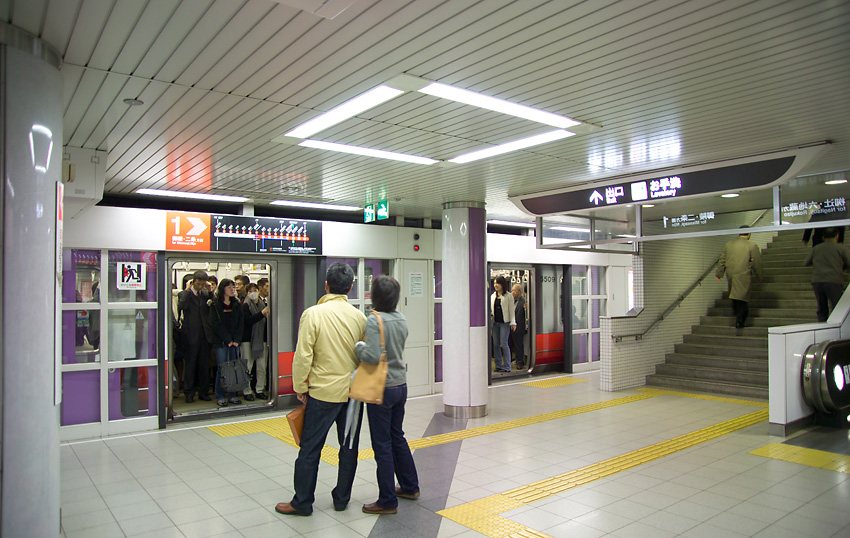
Станція Ямасина
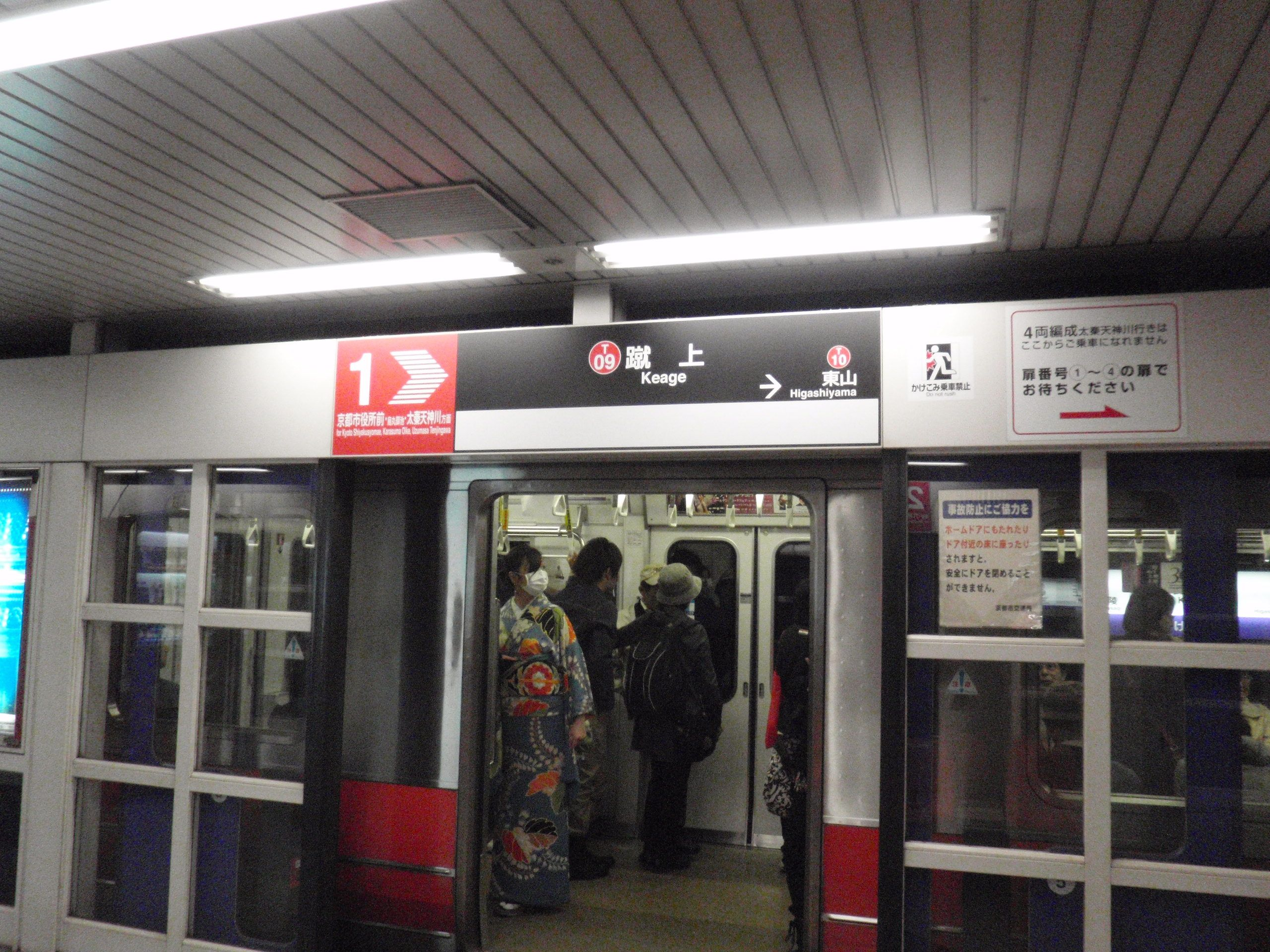
Захисні двері на станції «Keage»
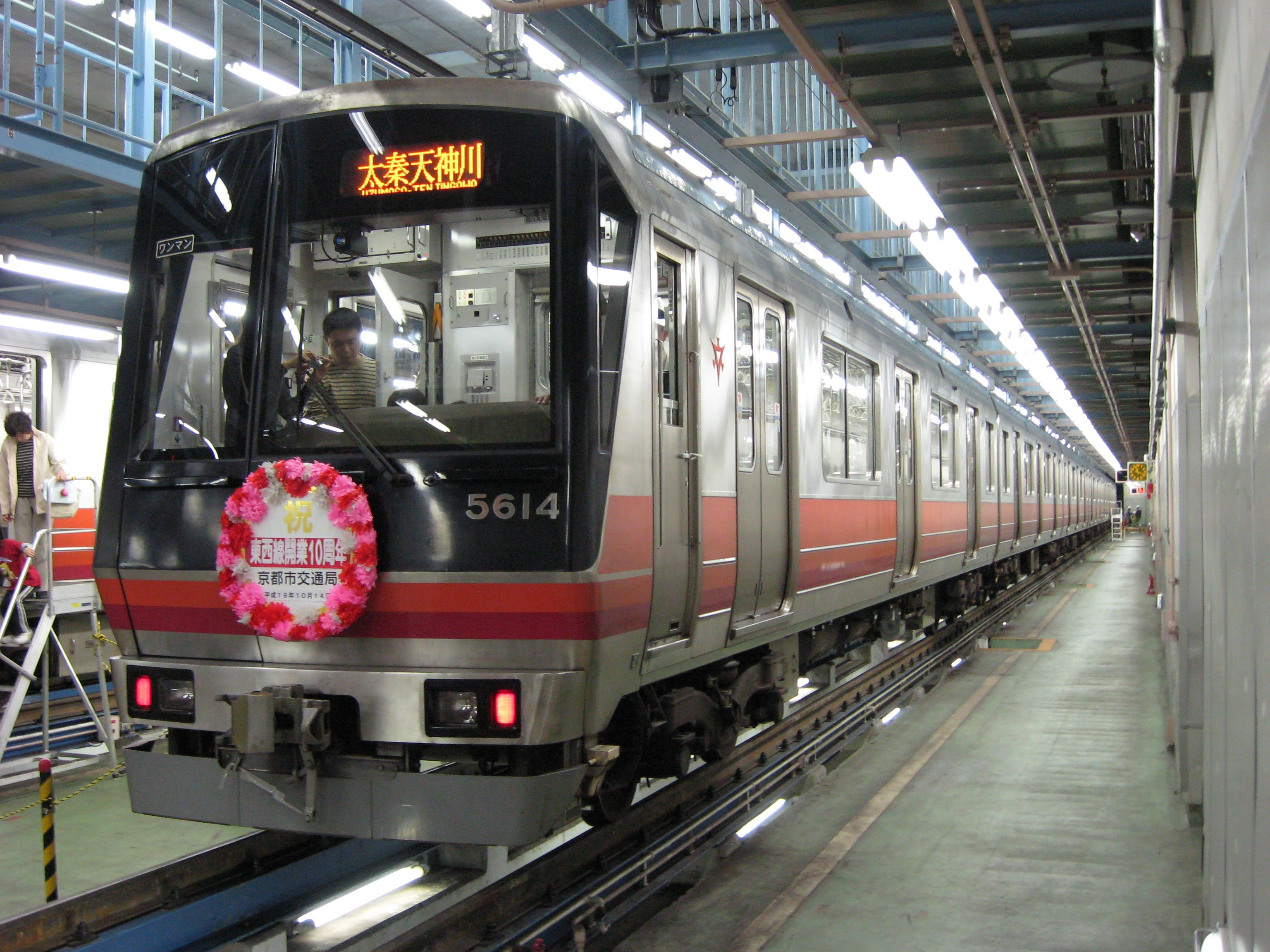
Потяг 50-ї серії
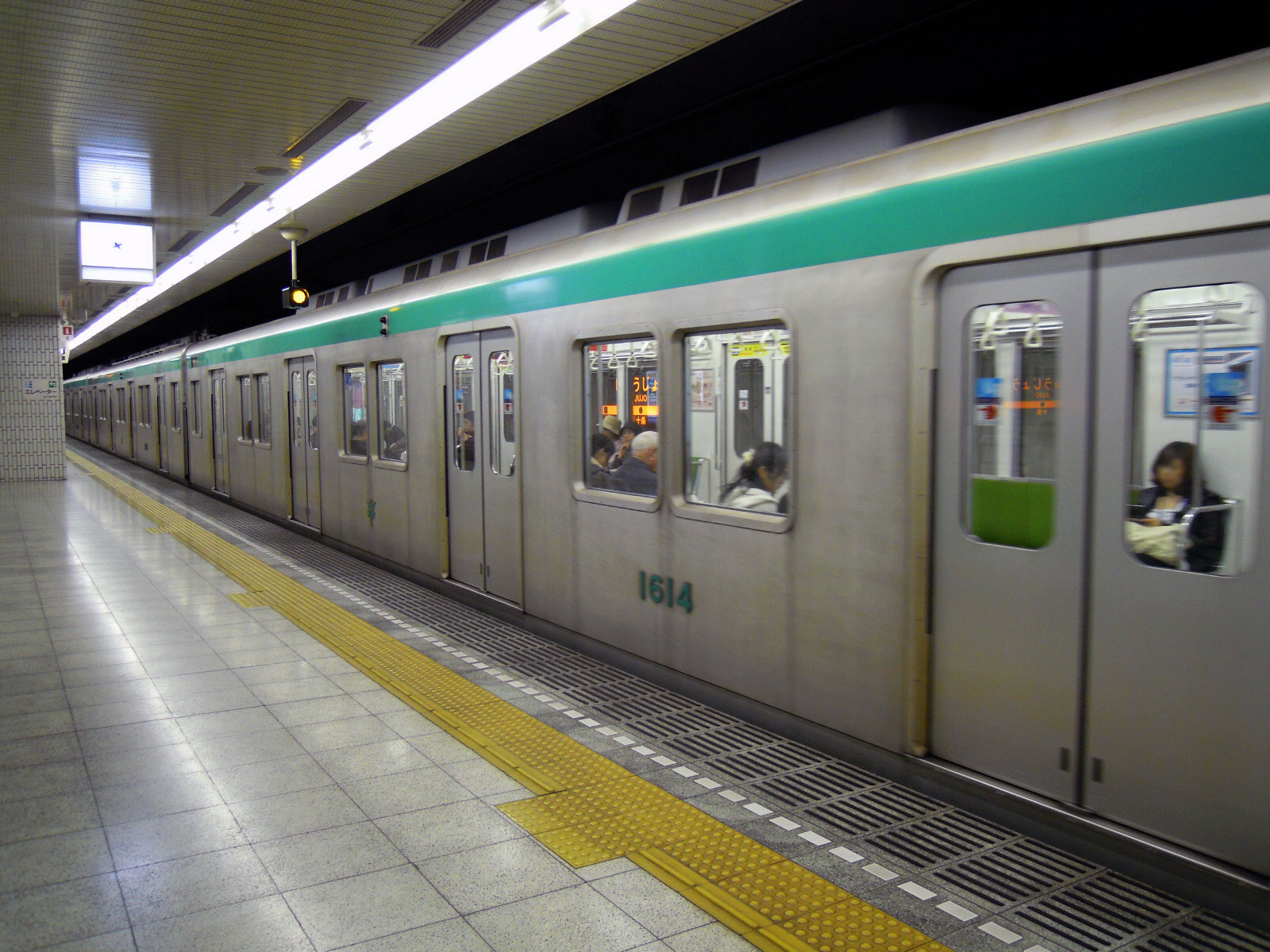
Потяг на станції «Jujo», лінія «Karasuma»
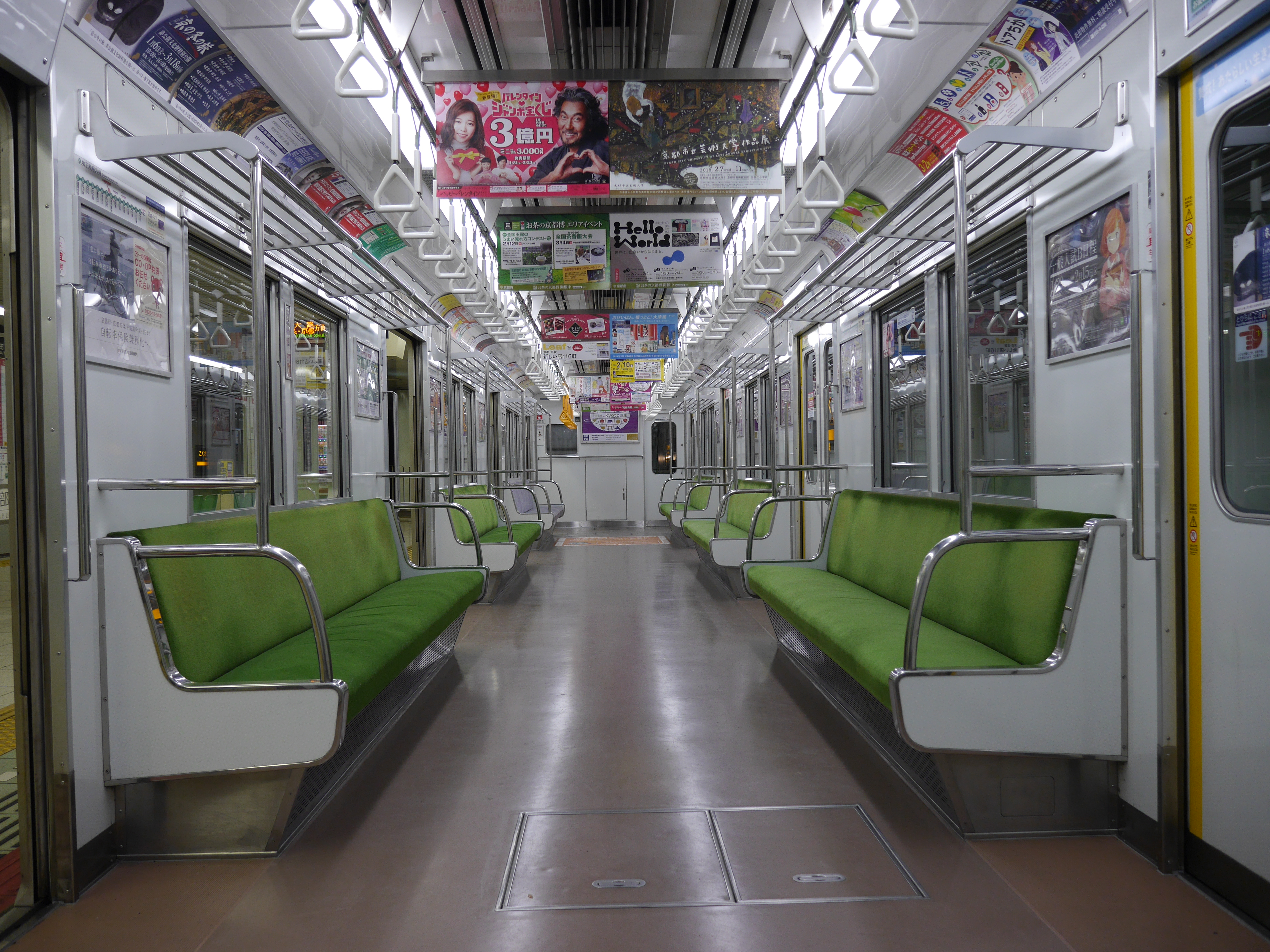
Усередині вагона метро